# Junnar
Junnar est une ville dans le district de Pune de l'État indien du Maharashtra.
C'est une ville très ancienne. Le fort voisin de Shivneri est le lieu de naissance de Chatrapati Shivaji Maharaj, fondateur de l'empire marathe. Junnar a été déclaré comme le premier taluka touristique du district de Pune par le gouvernement du Maharashtra le 9 janvier 2018.